# Стоктон (Юта)
Стоктон (англ. Stockton) — місто (англ. town) в США, в окрузі Туела штату Юта. Населення — 621 особа (2020).

## Географія
Стоктон розташований за координатами 40°26′59″ пн. ш. 112°22′10″ зх. д. / 40.44972° пн. ш. 112.36944° зх. д. (40.449830, -112.369429).  За даними Бюро перепису населення США в 2010 році місто мало площу 4,23 км², з яких 4,19 км² — суходіл та 0,04 км² — водойми.

## Демографія
Згідно з переписом 2010 року, у місті мешкало 616 осіб у 216 домогосподарствах у складі 173 родин. Густота населення становила 146 осіб/км².  Було 237 помешкань (56/км²).
Расовий склад населення:
| - 96,6 % — білих - 0,6 % — корінних американців - 0,2 % — вихідців з тихоокеанських островів - 0,2 % — чорних або афроамериканців - 1,1 % — осіб інших рас |

До двох чи більше рас належало 1,3 %. Частка іспаномовних становила 6,7 % від усіх жителів.
За віковим діапазоном населення розподілялося таким чином: 27,4 % — особи молодші 18 років, 64,0 % — особи у віці 18—64 років, 8,6 % — особи у віці 65 років та старші. Медіана віку мешканця становила 36,8 року. На 100 осіб жіночої статі у місті припадало 110,2 чоловіків;  на 100 жінок у віці від 18 років та старших — 107,9 чоловіків також старших 18 років.
Середній дохід на одне домашнє господарство  становив 69 365 доларів США (медіана — 63 750), а середній дохід на одну сім'ю — 74 938 доларів (медіана — 67 132). Медіана доходів становила 57 232 долари для чоловіків та 35 089 доларів для жінок. За межею бідності перебувало 7,4 % осіб, у тому числі 8,0 % дітей у віці до 18 років та 1,8 % осіб у віці 65 років та старших.
Цивільне працевлаштоване населення становило 345 осіб. Основні галузі зайнятості: освіта, охорона здоров'я та соціальна допомога — 15,9 %, будівництво — 13,0 %, виробництво — 12,8 %.